# Saloa (Cesar)
Saloa es un centro poblado del Departamento de Cesar (Colombia), bajo jurisdicción del municipio de Chimichagua. Es considerado el centro poblado más poblado e importante de este municipio. Situada a la orilla izquierda del río Cesar y las Ciénagas de Zapatosa y Saloa. Limita al oriente con el municipio de Curumaní. Tiene aproximadamente 10.000 habitantes.
La economía del centro poblado en su mayoría la pesca y la agricultura.

## Historia
El virrey Sebastián de Eslava, comisiona al Maestro de Campo de la Provincia de Santa Marta, José Fernando de Mier y Guerra, para asegurar el dominio del territorio y cumplir la orden de concentrar la población libre "arrochelada" que se había dispersado por montes y serranías; además, de reducir a los indios Chimilas. Su tarea culmina un 5 de abril de 1748 con la fundación de "San Vicente Ferrer de la Nueva Saloa", y posteriormente un 8 de diciembre de 1749 con la fundación de “Nuestra Señora de la Purísima Concepción de Chimichagua".

## Fiestas
En Saloa se celebran fiestas tradicionales como la de la virgen del Carmen el 16 de julio y otras propios como:
Cada 5 de abril, el pueblo se viste de gala para celebrar las Fiestas Patronales en Honor a San Vicente Ferrer, un santo dominico español venerado por su prodigiosa vida y sus milagros. Estas festividades, arraigadas en la fe y las tradiciones, representan un momento de profunda devoción y regocijo para la comunidad.
Un Homenaje a la Fe:
Fiestas patronales el 5 de abril
Las fiestas patronales en honor a San Vicente Ferrer se inician con una solemne misa en la iglesia principal, donde se rinde tributo al santo patrono. Los fieles se reúnen para escuchar la palabra de Dios, elevar oraciones y agradecer las bendiciones recibidas.
Procesión y Reverencia:
Un punto culminante de las festividades es la procesión, donde la imagen de San Vicente Ferrer recorre las calles del pueblo, acompañada por cantos religiosos, música tradicional y el fervor de los creyentes. Los devotos expresan su devoción al santo, portando velas, flores y ofrendas, creando un ambiente de profunda espiritualidad.
Fervor y Alegría:
Las fiestas patronales no solo son un acto de fe, sino también una ocasión para la alegría y el esparcimiento. Las calles se llenan de música, color y algarabía. Los lugareños y visitantes disfrutan de presentaciones culturales, bailes tradicionales, juegos populares y una amplia oferta gastronómica.
Un Legado Cultural:
Las Fiestas Patronales en Honor a San Vicente Ferrer son un legado cultural que se transmite de generación en generación. Estas festividades fortalecen la identidad del pueblo, preservan sus tradiciones y unen a la comunidad en un ambiente de celebración y fraternidad.
Más que una Fiesta:
Más allá de su carácter religioso y festivo, estas fiestas representan un espacio para la reflexión, el agradecimiento y la renovación espiritual. Los creyentes encuentran en ellas una oportunidad para fortalecer su fe, conectar con sus raíces y vivir en comunidad.
- Competencias de Verano se realizan por la iglesia bíblica misionera, se suele llevar a cabo en el mes de febrero. Con esta celebración se promueve el turismo en el centro poblado, porque es un espacio para la sana diversión de niños, jóvenes y adultos, en este evento destacan los concursos, juegos y además el buen paisaje, pues ocurre alrededor de las bonitas playas de coloraito[2]
- Festival del bocachico Esta celebración suele ser a mediados del mes de octubre, destaca por premiar la mejor canción inédita, la persona que mejor escame, pique y abra el bocachico, y por supuesto al mejor atarrayero del lugar. Es un espacio propio para el turismo del centro poblado.